# Malcolm Ranjith
Albert Malcolm Ranjith Patabendige Don (nacido el 15 de noviembre de 1947), a menudo conocido simplemente como Malcolm Ranjith, o Albert Malcolm Ranjith es un Cardenal de la Iglesia católica, que sirve de facto, como primado de Sri Lanka. Es el arzobispo de Colombo, y por lo tanto el Arzobispo Metropolitano de la Provincia de Colombo en Sri Lanka.
El cardenal Ranjith Anteriormente se desempeñó como obispo auxiliar de Colombo (1991-1995), obispo de Ratnapura (1995-2001), Secretario Adjunto de la Congregación para la Evangelización de los Pueblos (2001-2004), Nuncio Apostólico en Indonesia y Timor Oriental (2004 -2005), y Secretario de la Congregación para el Culto Divino y la Disciplina de los Sacramentos (2005-2009).

## Primeros años y educación
Hijo único, Malcolm Ranjith nació en Polgahawela siendo sus padres Don William y Winifreeda María. Estudió en el Colegio de La Salle en Mutwal antes de entrar en el Seminario San Luis Borella en 1965. De 1966 a 1970, realizó estudios de Filosofía y Teología en el Seminario nacional de Kandy. Posteriormente fue enviado a Roma por el entonces arzobispo Thomas Cooray para continuar sus estudios en la Pontificia Universidad Urbaniana, donde obtuvo el título de grado (denominado Baccalaureatus en las universidades eclesiásticas) en Sagrada Teología.
El 29 de junio de 1975, Malcolm Ranjith fue ordenado sacerdote por el Papa Pablo VI, en la Basílica de San Pedro. Luego realizó estudios de postgrado en el Pontificio Instituto Bíblico de Roma, donde obtuvo el máster (denominado Licentia en las universidades eclesiásticas) en Sagrada Escritura en 1978 con una tesina sobre la Epístola a los Hebreos. Durante su estancia en el Pontificio Instituto Bíblico estudió con Carlo Maria Martini, S.J., y Albert Vanhoye, S.J., (ambos futuros cardenales). También realizó una estancia de investigación, como estudiante de postgrado, en la Universidad Hebrea de Jerusalén.

## Ministerio sacerdotal
A su regreso a Sri Lanka, Malcom Ranjith se instaló como sacerdote de Pamunugama en 1978, después sirvió como párroco en Payagala y Kalutara. Su trabajo pastoral entre los pobres, le llevó a involucrarse con la justicia social. También estableció "Seth Sarana," un centro de ayuda a los pobres en la archidiócesis de Colombo. Una vez dijo que "el amor por la liturgia y el amor por los pobres...han sido la brújula de mi vida como sacerdote. "
En 1983, Malcolm Ranjith fue nombrado Director Nacional de Obras Misionales Pontificias. Revivió la Sociedad de la Santa Infancia y, como Coordinador Diocesano para el Desarrollo Humano, presentó iniciativas audaces en áreas como la vivienda, la pesca y varios proyectos de autoempleo.

## Carrera episcopal

### Obispo auxiliar de Colombo
El 17 de junio de 1991, Ranjith fue nombrado obispo auxiliar de Colombo y Obispo titular de Cabarsussi. Recibió la consagración episcopal del arzobispo Nicholas Marcus Fernando, con los obispos Thomas Savundaranayagam y Oswald Gomis, que actuaron como con-celebrantes. Se desempeñó como vicario general a cargo del Apostolado Parroquial y Apostolado Seglar desde 1991 hasta 1995. Sus compañeros lo eligieron secretario general de la Conferencia de Obispos Católicos de Sri Lanka.

### Primer Obispo de Ratnapura
También fue el primer pastor nombrado por la Santa Sede de la diócesis recién tallada de Ratnapura. Ranjith toma posesión como obispo de Ratnapura, el 2 de noviembre de 1995. Su nombramiento fue recibido como una chispa para encender el fuego del celo misionero en los corazones de los clérigos y laicos de su diócesis. El celo infatigable y el liderazgo mostrado por él para guiar el rebaño de Ratnapura tal vez le allanó el camino a la Santa Sede.
Ranjith ha promovido siempre el diálogo interreligioso en Sri Lanka, ya que cree que se pueden eliminar las posibles causas de las tensiones y desacuerdos entre los grupos religiosos y étnicos que conforman el país. Una vez dijo que "el diálogo es vital y fundamental, y como católicos debemos celebrar la riqueza de la Palabra de Dios encarnada en nuestra vida, familias y comunidades".

### Secretario Adjunto
Ranjith también es el primer obispo de Sri Lanka en ser nombrado para una función pública de la Santa Sede. El 1 de octubre de 2001, fue nombrado Secretario Adjunto de la Congregación para la Evangelización de los Pueblos, y al mismo tiempo nombrado Presidente de las Obras Misionales Pontificias por el papa Juan Pablo II. Es el ministerio del Santo Padre para la coordinación de los esfuerzos misioneros de la Iglesia e implica visión y el crecimiento de las Iglesias locales en los países de misión.
Este Ministerio coordina más de 1100 Arquidiócesis, Diócesis, Vicarias apostólicas y prefecturas apostólicas. El Secretario Adjunto es el presidente, de las Obras Misionales Pontificias, que son los instrumentos de la Papa para aumentar el apoyo a través de la oración y las contribuciones para la misión de la Iglesia.

### Nuncio Apostólico
Ranjith es el primer obispo de Sri Lanka en ser nombrado Nuncio Apostólico. Se desempeñó como embajador del Santo Padre en Indonesia y Timor Oriental del 29 de abril de 2004 hasta su regreso a Roma en diciembre de 2005. La Iglesia católica en Indonesia, se extiende a 37 diócesis y cuenta con una de las mayores poblaciones católica entre los países de Asia, está dominada por los casi 88 millones de católicos.
Tras su nombramiento como Nuncio Apostólico en Indonesia y Timor Oriental, el entonces obispo Ranjith fue elevado al rango de arzobispo, con el título de Arzobispo titular de Umbriatico.
Durante su gestión como Nuncio Apostólico fue instrumental en la mejora de las relaciones entre la Santa Sede e Indonesia. Él se ganó la admiración de la jerarquía de la iglesia por el papel fundamental que desempeñó en la asistencia al establecimiento de relaciones cordiales entre las Iglesias locales y sus gobiernos velaba para que se garantizara que los derechos de las Iglesias locales fueran respetados.

### Secretario de la Congregación para el Culto Divino
Mons. Ranjith fue nombrado Secretario de la Congregación para el Culto Divino y la Disciplina de los Sacramentos, el 10 de diciembre de 2005. Él ha descrito las reformas litúrgicas inspiradas en el Concilio Vaticano II como "una mezcla de resultados". Al tiempo que elogia el uso de las lenguas vernáculas, también ha criticado el "abandono casi total" del latín en América y la "aceptación de todo tipo de novedades (en la liturgia) de las que resultan la secularización". También ha lamentado la "banalización y oscurecimiento de los aspectos místicos y sagrados de la liturgia en muchas áreas de la Iglesia en el nombre de una llamada Konzilsgeist (espíritu del Concilio). "
Ranjith se opone a la recepción de la Comunión en la mano y de pie, una vez diciendo: "Creo que es hora de...abandonar la práctica actual, que no fue convocada por la Sacrosanctum Concilium, ni por los sacerdotes, y sólo fue aceptada después de su ilegítima introducción en algunos países". Es un firme partidario de la misa tridentina, dijo una vez que los obispos que se oponen a la Summorum Pontificum se estaban dejando ser "utilizados como instrumentos del diablo", acusándolos de "desobediencia...e incluso rebelión contra el Papa". En una ocasión dijo: "Yo no soy un fan de los lefebvrianos...pero lo que a veces dicen acerca de la liturgia lo dicen por una buena razón ".
Mons. Ranjith habla once idiomas, italiano, alemán, francés, hebreo, griego, latín, español, inglés, cingalés, tamil y esperanto[cita requerida]. Su capacidad de conversar y entender los problemas de la Iglesia Católica extendida por todo el mundo y su compromiso y dedicación en la ejecución de las enormes responsabilidades de la Iglesia Universal sobre sus hombros le ha convertido en una de las voces más influyentes en la Curia Romana.

### Arzobispo de Colombo
El 16 de junio de 2009, el papa Benedicto XVI lo nombró Arzobispo Metropolitano de Colombo. Y nombró a José Di Noia, como Secretario de la Congregación para el Culto Divino y la Disciplina de los Sacramentos. (enlace roto disponible en Internet Archive; véase el historial, la primera versión y la última). En una carta al Arzobispo Ranjith, el papa Benedicto XVI le dijo que "Deseo expresar mi sincero agradecimiento por la fidelidad, el compromiso y la competencia con la que ha ejercido la secretaría de la Congregación para el Culto Divino y la Disciplina de los Sacramentos" El papa Benedicto también le expresó que "nos tienen motivos para estar animados por el bien que va a ser capaz de realizar entre los pueblos de la tierra."
Mons. Ranjith fue uno de 34 arzobispos  que recibieron su palio del papa Benedicto XVI en la fiesta de los Santos Pedro y Pablo, el 29 de junio de 2009. El Arzobispo fue recibido con calidez y solemnidad a su llegada a Sri Lanka el 31 de julio de 2009. A su llegada fue recibido por el presidente de Sri Lanka, la recepción fue de alto perfil debido a la situación de los arzobispos de Colombo, como líderes. Mons. Ranjith tomó posesión formal canónica de la Sede Metropolitana de Colombo en una ceremonia privada el 5 de agosto de 2009 y celebró la Misa para el inicio solemne de su ministerio pastoral como arzobispo de Colombo el 8 de agosto de 2009, cuando se instaló públicamente en la cátedra de los arzobispos de Colombo.
El 7 de octubre de 2009 el Arzobispo Ranjith emitió nuevas normas litúrgicas en su diócesis. Estas incluyen: "todos los fieles, también los religiosos, deben recibir la Sagrada Comunión con reverencia de rodillas y en la lengua", y se prohíbe la predicación a los laicos. Además de esto, los sacerdotes tienen prohibido traer elementos o estilos de adoración de otras religiones en la liturgia.
En abril de 2010 el Arzobispo Ranjith fue elegido y tomó posesión como Presidente de la Conferencia de Obispos Católicos de Sri Lanka.

### Cardenal
El 20 de octubre de 2010 el papa Benedicto XVI anunció un Consistorio para la creación de nuevos cardenales, que se celebró el 20 de noviembre de 2010, e hizo públicos los nombres de los 24 prelados que tenía la intención de elevar al cardenalato en esa ocasión, el arzobispo Ranjith estaba entre los elegidos para la promoción al Sacro Colegio. En consecuencia, el arzobispo Ranjith fue nombrado Cardenal de la Iglesia católica en el Consistorio del 20 de noviembre de 2010, y se le asignó el título de sacerdote de la Basílica de San Lorenzo in Lucina. El 13 de febrero de 2011 el cardenal Ranjith tomó posesión de su iglesia titular en Roma.
Además de servir como arzobispo de Colombo, el cardenal Ranjith se desempeña como miembro de la Congregación para el Culto Divino y la Disciplina de los Sacramentos y de la Congregación para la Evangelización de los Pueblos. Estas membresías se renuevan cada cinco años, hasta su cumpleaños 80, cuando las pierde en el mismo día en que pierde el derecho a votar en un cónclave.

### Cargos en la curia romana
- El 6 de septiembre de 2016 fue confirmado como miembro de la Congregación para el Culto Divino y la Disciplina de los Sacramentos,[7] volviendo a ser confirmado como miembro de dicha Congregación el 22 de febrero de 2022.[8]

- El 13 de octubre de 2020 fue confirmado como miembro de la Congregación para la Evangelización de los Pueblos  ad aliud quinquennium.[9]

## Posiciones

### Sagrada Comunión
Es partidario de recuperar el modo tradicional de recibir la Sagrada Comunión: en la boca y de rodillas. Considera que dar la Comunión en la mano es "una práctica introducida de forma abusiva y apresurada en algunos ambientes de la Iglesia inmediatamente después del Concilio".
En 2009 afirmó que había llegado el momento de recuperar la forma tradicional de recibir la Comunión, es decir, de rodillas y en la boca y "abandonar la práctica actual (en la mano), que, por otra parte, no fue, de hecho, indicada ni en la Sacrosanctum concilium, ni por los Padres Conciliares (del Concilio Vaticano II), sino que fue aceptada a partir de la introducción abusiva que de ella se hizo en algunos países".

### Celebraciones litúrgicas
En 2024, siendo arzobispo de Colombo, envió una carta a sus sacerdotes para recordarles que "no se debe invitar a las niñas a servir en el altar como monaguillas en la Archidiócesis". El cardenal alegaba en su misiva que los monaguillos "siempre deben ser chicos, porque esta es una de las principales fuentes de vocaciones al sacerdocio en Sri Lanka y afectará al número de candidatos que ingresan en los seminarios, un riesgo que no podemos correr. Ya que las mujeres no pueden ser ordenadas sacerdotes, tenemos que tomar esa decisión".

## Obras
Ha escrito el prefacio a la obra Dominus Est. Reflexiones de un obispo de Asia central sobre la Sagrada Comunión (2009) del obispo Athanasius Schneider, O.R.C.